# Рикардо Переира (фудбалер, 1993)
Рикардо Домингос Барбоза Переира (порт. Ricardo Domingos Barbosa Pereira; Лисабон, 6. октобар 1993) професионални је португалски фудбалер који примарно игра у одбрани на позицији десног бека, а повремено наступа и као десно крило.

## Клупска каријера
Иако је фудбалом почео да се бави као дечак у екипи Бенфике, као сениор дебитовао је у дресу Виторије Гимараис за чији први тим је дебитовао 1. априла 2012. у првенственој утакмици против Пасос Фереире. Већ наредне сезоне као стандардни првотимац учествовао је у освајању трофеја националног купа, првог у историји тима из Гимараиса. 
У јуну 2013. прелази у редове Порта са којим потписује петогодишњи уговор. Међутим током боравка у тиму са севера Португалије није успевао да се наметне за статус првотимца те је тај период провео у ротацијама између првог тима и позајмица у резервни састав, односно у француску Ницу за коју је играо две сезоне.  
По повратку из Француске одиграо је још једну сезону за екипу Порта, а потом у мају 2018. одлази у Енглеску и потписује петогодишњи уговор са премијерлигашем Лестер Ситијем вредан око 20 милиона евра.

## Репрезентативна каријера
Рикардо је одиграо укупно 35 утакмица за млађе репрезентативне селекције Португала, а највећи успех остварио је освајањем сребрне медаље на Европском првенству У21 2015. године. 
За сениорску репрезентацију Португала дебитовао је 14. новембра 2015. у пријатељској утакмици са Русијом у Краснодару. Потом је одиграо још три пријатељска сусрета пре него што га је селектор Фернандо Сантос уврстио на списак репрезентативаца за Светско првенство 2018. у Русији. У Русији је одиграо комплетну утакмицу осмине финала против Уругваја, коју су Португалци изгубили резултатом 1:2.  

## Успеси и признања
ФК Виторија Гимараис
- Куп Португала (1) : 2012/13.

 ФК Порто
- Првенство Португала (1) : 2017/18.

 ФК Лестер Сити
- ФА куп (1) : 2020/21.
- ФА комјунити шилд (1) : 2021.
- Чемпионшип (1) : 2023/24.

 Португалија
- УЕФА ЕП У21:   2015.